# Dableiber
Dableiber (derivat del verb alemany bleiben que significa quedar-se) és el terme que es va fer servir durant la Segona Guerra Mundial als habitants del Tirol del Sud que arran l'Acord d'Opció al Tirol del Sud van optar per quedar-se a Itàlia, contra els optaten que optaren per marxar i renunciar a la ciutadania italiana.

## Història
Els Dableiber, també anomenats Nicht-Optanten, eren part de la població de parla alemanya que van decidir quedar-se al Tirol del Sud amb motiu de l'acord italogermànic de juny 1939, que preveia una "opció" per als habitants de parla alemanya (qui volgués podia renunciar a la ciutadania italiana i passar al Reich) Amb l'objectiu d'empènyer la majoria de sudtirolesos a marxar cap a Alemanya, l'organització nazi Völkischer Kampfring Südtirols (VKS) va començar una campanya de desprestigi contra els dableiber, entre altres coses, amb la circulació de pamflets ofensius:
| « | Qhi son els Dableiber? Falsos cristians, putes velles, egoistes, clients dels prostíbuls, frares exaltats, mals predicadors, italians bastards, un grapat de nobles, alguns amb molts milions obtinguts amb enganys. Alguns dels que per por del seus propis diners fan de xulos pels italians. Aquells que voldrien sortir més tard esperant Otó d'Habsburg-Lorena. | » |

La gran majoria dels sudtirolesos, vora 165.000 persones, va optar per marxar al Tercer Reich. Els Dableiber, vora 63.000, per la seva oposició van ser considerats traïdors i sofriren insults, persecucions i maltractaments, que s'accentuaren durant els "sis-cents dies" (setembre 1943 - abril 1945) en què la província va ser controlada directament pels alemanys, inclosa en la Zona d'Operacions dels Prealps (Operationszone Alpenvorland – OZAV) controlada directament pel Tercer Reich. Molts foren reclutats a la força i enviats al Front Oriental.

## Reivindicació
Va ser l'alpinista Reinhold Messner, en la dècada del 1980, el primer sudtirolès qui, protegit per la seva fama, es va atrevir a declarar públicament i obertament com a veritables patriotes del Tirol del Sud als dableiber que es van quedar per protegir la seva Heimat o terra dels seus avantpassats, diferent de la Vaterland (que era la gran pàtria germànica, considerada com la seva terra natal), i no aquells que, tot i que també per la intoleràincia del règim feixista opressor, havien optat pel Tercer Reich.